# Usenet
Usenet (юзне́т, скор. від англ. user network) — комп'ютерна мережа, заснована у 1979 році на противагу мережі ARPANET, використовувана для спілкування та публікації файлів. Usenet складається з новинних груп, у які користувачі можуть надсилати повідомлення. Повідомлення зберігаються на серверах, які обмінюються ними один з одним. Usenet справив великий вплив на розвиток сучасної вебкультури, давши початок таким широковідомим поняттям, як ніки, смайли, підпис, модератори, тролінг, флуд, флейм, бан, FAQ і спам.
Юзнет нині базується на протоколі NNTP, який є протоколом прикладного рівня моделі OSI. Таким чином, Юзнет є частиною Інтернету, а не окремою від нього мережею.

## Основні відомості
Новини мережі Usenet (телеконференції) — це другий за поширеністю сервіс Інтернет. Якщо електронна пошта передає повідомлення по принципу «від одного — одному», то новини мережі передають повідомлення «від одного — багатьом». Механізм передачі кожного повідомлення схожий на передачу пліток: кожен вузол мережі, який отримав якусь нову інформацію (тобто нове повідомлення), передає її на всі знайомі вузли, тобто всім тим вузлам, з якими обмінюється новинами. Таким чином, послане користувачем повідомлення розповсюджується, багатократно дублюючись, мережею, досягаючи за доволі короткі строки всіх учасників телеконференції Usenet у всьому світі.
В обговоренні теми, яка цікавить користувача, може брати участь безліч людей, незалежно від того, де вони знаходяться фізично. Кількість користувачів Usenet доволі велика — за оцінками UUNET technologies, кількість нових повідомлень, які поступають у телеконференції щоденно становить близько мільйона.
Новини поділені на ієрархічно організовані тематичні групи та ім'я кожної групи складається з імен підрівнів ієрархії, які розділені крапками, причому загальніший рівень пишеться першим. Розглянемо, наприклад, ім'я групи новин fido7.windows.nt.admin. Ця група належать до ієрархії верхнього рівня fido7, це ієрархія некомерційної системи країн колишнього СРСР. В ієрархії fido7 наявний підрівень windows, призначений для обговорення різних питань, пов'язаних з операційними системами фірми Microsoft. Далі, NT означає операційну систему Windows NT, а admin позначає групу, призначену для обговорення питань адміністрування. Таким чином, маючи мінімальні знання англійської мови, можна за іменем групи легко зрозуміти, що в ній обговорюється. Наприклад, в alt.games.doom пишуть ті, хто полюбляє гру Doom.
Існують глобальні ієрархії та ієрархії, які локальні для якої-небудь організації, країни чи мережі. Набір груп новин, які отримує локальний сервер Usenet визначається адміністратором серверу та наявністю тих чи інших груп на інших серверах, з якими він обмінюється новинами. Доволі часто ситуація, коли сервер отримує, по-перше, всі глобальні ієрархії, по-друге, локальні для країни чи мережі, по третє, ієрархії локальні для конкретної організації.
До різних ієрархій застосовуються різні норми та правила роботи з ними. В першу чергу, це стосується мови повідомлень — в україномовні групи слід писати українською мовою, в той самий час як у групи глобальної ієрархії comp можна писати лише англійською. Не завжди в Usenet можна посилати інформацію рекламного характеру. Деякі з груп спеціально створені для комерційних цілей і надають таку можливість, а деякі є абсолютно некомерційними — і тому встановлена заборона. Менш суворими є обмеження на можливі обсяги цитування попередніх авторів, розмір підпису тощо.
Починаючи роботу з будь-якою групою або ієрархією груп, насамперед необхідно ознайомитися з правилами роботи з тими, які регулярно розміщує в цих групах людина, яка добровільно взяла на себе обов'язки координатора групи (модератора).
Справді групи новин бувають двох типів — модеровані та звичайні. Повідомлення, які з'являються у модерованих групах, перед тим, як розсилаються мережею, проходять процедуру своєрідної цензури, яка здійснюється модератором — у такій структурі, як Usenet, неможливо підтримувати порядок без суворості.
На нинішньому етапі будь-який комп'ютер, який підключений до Інтернет, має доступ до новин Usenet, але новини Usenet розповсюджуються і по іншим мережам, так же широко, як і електронна пошта. Спосіб і зручність роботи з новинами переважно залежить від того, яким чином користувач отримує їх. В Internet програма-клієнт напряму отримує новини з серверу Usenet, і між переглядом списку повідомлень, які містяться у групі, і переглядом цих повідомлень немає затримки. Коли ж користувач отримує новини через електронну пошту, то спочатку він отримує список статей, а вже потім отримує статті, які окремо замовляє.